# كأس الكونفيدرالية الإفريقية 2012
كأس الاتحاد الأفريقي لكرة القدم 2012 هي النسخة التاسعة من بطولة كأس الاتحاد الإفريقي لكرة القدم التي ينظمها الاتحاد الأفريقي لكرة القدم (الكاف). سيتأهل الفائز للعب في كأس السوبر الأفريقي 2013.

## تخصيص الفرق لكل اتحاد
نظرياً، قد يصل عدد الاتحادات الأعضاء المشاركة في الكاف إلى 55 في مسابقة كأس الأتحاد الأفريقي لكرة القدم 2012، على أن تكون الاتحادات الإثني عشرة الأفضل في تصنيف الاتحاد الأفريقي الممتد لخمس سنوات مؤهلة لإشراك فريقين في البطولة. وسيستخدم الكاف التصنيف الذي يستند لنتائج الأندية في التصنيف السنوي المخصص من 2006–2010. نتيجة لذلك، الحد الأقصى لعدد الفرق التي ممكن أن تدخل في المسابقة هو 67 – على الرغم من أنه لم يتم اجتياز هذا الرقم على الإطلاق.

### التصنيف
يحتسب الكاف نقاط كل اتحاد استناداً إلى أداء أنديتهم لمدة 5 سنوات في دوري أبطال أفريقيا وكأس الاتحاد الأفريقي لكرة القدم، ولا يؤخذ بعين الاعتبار أدائهم في العام الحالي. معايير الحصول على نقاط حسب التالي:
|                            | دوري أبطال أفريقيا | كأس الاتحاد الأفريقي لكرة القدم |
| -------------------------- | ------------------ | ------------------------------- |
| الفائز                     | 5 نقاط             | 4 نقاط                          |
| الوصيف                     | 4 نقاط             | 3 نقاط                          |
| الخاسر في نصف النهائي      | 3 نقاط             | نقطين                           |
| المركز الثالث في المجموعات | نقطتين             | نقطة واحدة                      |
| المركز الثالث في المجموعات | نقطة واحدة         | نقطة واحدة                      |

يتم مضاعفة النقاط حسب تقييم العام وذلك كالتالي:
- 2010 – 5
- 2009 – 4
- 2008 – 3
- 2007 – 2
- 2006 – 1

### قائمة المشاركين
تظهر في الأدنى قائمة المشاركين بالمسابقة. البلدان تظهر وفقا لتصنيف اتحادات الأعضاء في الكاف والذي يمتد لخمس سنوات وذلك من 2006–2010 – ويبين عدد النقاط والمراكز للاتحادات التي تتفوق في التصنيف استناداً لنتائجهم في البطولات الماضية. الفرق من هذه البلدان مصنفة حسب التصنيف السنوي المخصص من 2006–2010. الفرق الستة عشر التي تملك التصنيف الأفضل (تظهر بالخط العريض) تم اعفائها من خوض الدور الأول التأهيلي.
| الاتحاد                                                                           | النادي                                      | طريقة التأهل                                                |
| الاتحادات التي تملك مقعدين (مصنفين من 1-12)                                       | الاتحادات التي تملك مقعدين (مصنفين من 1-12) | الاتحادات التي تملك مقعدين (مصنفين من 1-12)                 |
| --------------------------------------------------------------------------------- | ------------------------------------------- | ----------------------------------------------------------- |
| تونس (الأول - 97 نقطة)                                                            | الرياضي الصفاقسي                            | ثالث الرابطة التونسية المحترفة الأولى لكرة القدم 2010–11    |
| تونس (الأول - 97 نقطة)                                                            | النادي الإفريقي                             | رابع الرابطة التونسية المحترفة الأولى لكرة القدم 2010–11    |
| مصر (الثاني - 81 نقطة)                                                            | إنبي (مشترك واحد فقط)                       | فائز كأس مصر 2010–11                                        |
| جمهورية الكونغو الديمقراطية (الثالث - 60 نقطة)                                    | سانت إيلوا لوبوبو                           | ثالث الدوري الوطني الكونغولي 2011                           |
| جمهورية الكونغو الديمقراطية (الثالث - 60 نقطة)                                    | تشينكونكو                                   | فائز كأس الكونغو 2011                                       |
| نيجيريا (الرابع - 58 نقطة)                                                        | واري وولفس                                  | ثالث الدوري النيجيري الممتاز 2010–11                        |
| نيجيريا (الرابع - 58 نقطة)                                                        | هارتلاند                                    | فائز كأس نيجيريا 2011                                       |
| السودان (الخامس - 47 نقطة)                                                        | الأمل عطبرة                                 | ثالث الدوري السوداني الممتاز 2011                           |
| السودان (الخامس - 47 نقطة)                                                        | أهلي شندي                                   | رابع الدوري السوداني الممتاز 2011                           |
| الجزائر (السادس - 45 نقطة)                                                        | وفاق سطيف (مشترك واحد فقط)                  | ثالث الرابطة الجزائرية المحترفة الأولى لكرة القدم 2010-2011 |
| المغرب (7th - 27 نقطة)                                                            | الوداد الرياضي                              | ثالث البطولة المغربية 2010–11                               |
| المغرب (7th - 27 نقطة)                                                            | النادي المكناسي                             | وصيف كأس العرش 2011                                         |
| مالي (الثامن - 21 نقطة)                                                           | ريال باماكو                                 | ثالث دوري الدرجة الأولى المالي 2010–11                      |
| مالي (الثامن - 21 نقطة)                                                           | سيركل أولمبيك باماكو                        | فائز كأس مالي 2011                                          |
| زيمبابوي (التاسع - 18 نقطة)                                                       | موتور أكشن                                  | ثالث دوري زيمبابوي الممتاز 2011                             |
| زيمبابوي (التاسع - 18 نقطة)                                                       | هوانغي                                      | رابع دوري زيمبابوي الممتاز 2011                             |
| الكاميرون (الحادي عشر - 14 نقطة)                                                  | يونيون دوالا                                | ثالث الدوري الكاميروني الممتاز 2010–11                      |
| الكاميرون (الحادي عشر - 14 نقطة)                                                  | يونيسبورت بافانغ                            | وصيف كأس الكاميرون 2011                                     |
| كوت ديفوار (=الثاني عشر - 13 نقطة)†                                               | سيوي سبورتس                                 | ثالث دوري كوت ديفوار الممتاز 2011                           |
| كوت ديفوار (=الثاني عشر - 13 نقطة)†                                               | أسيك ميموزا                                 | فائز كأس كوت ديفوار لكرة القدم 2011                         |
| الاتحادات التي تملك مقعد (عدد نقاط أقل من الاتحادات الاثني عشرة الأعضاء في الكاف) |                                             |                                                             |
| أنغولا (=الثاني - 13 نقطة)†                                                       | إنتر كلوب                                   | فائز كأس أنغولا 2011                                        |
| زامبيا (=الثاني عشر - 13 نقطة)†                                                   | ريد أروس                                    | وصيف الدوري الزامبي الممتاز 2011                            |
| غانا (الخامس عشر - 6 نقاط)                                                        | نانيا                                       | فائز كأس غانا 2010–11                                       |
| النيجر (=السادس عشر - 5 نقطة)                                                     | الساحل                                      | فائز كأس النيجر 2011                                        |
| جنوب أفريقيا (=السادس عشر - 5 نقطة)                                               | بلاك ليوباردز                               | وصيف كأس جنوب أفريقيا 2011                                  |
| غينيا الاستوائية (الثامن عشر - نقطة 1)                                            | أتليتيكو سيمو                               | فائز كأس غينيا الاستوائية 2011                              |
| بنين                                                                              | دراغونز                                     | فائز كأس بنين 2011                                          |
| بوتسوانا                                                                          | إكستنشن غانرز                               | فائز كأس بوتسوانا 2011                                      |
| بوركينا فاسو                                                                      | ايتوال فيلانتي                              | فائز كأس بوركينا فاسو 2011                                  |
| بوروندي                                                                           | أكاديمية أل أل بي                           | فائز كأس بوروندي 2011                                       |
| جمهورية أفريقيا الوسطى                                                            | تيمبيتي موكاف                               | فائز كأس جمهورية أفريقيا الوسطى 2011                        |
| تشاد                                                                              | رينايسانس                                   | فائز كأس تشاد 2011                                          |
| الكونغو                                                                           | ليوبارد                                     | فائز كأس الكونغو لكرة القدم 2011                            |
| إثيوبيا                                                                           | سانت جورج                                   | فائز كأس إثيوبيا 2010–11                                    |
| الغابون                                                                           | مانغاسبورت                                  | فائز كأس الغابون 2011                                       |
| غامبيا                                                                            | جامتل                                       | فائز كأس غامبيا 2011                                        |
| غينيا                                                                             | سيكوينس                                     | فائز كأس غينيا 2011                                         |
| غينيا بيساو                                                                       | ديسبورتيفو دي مانسابا                       | فائز كأس غينيا بيساو 2011                                   |
| كينيا                                                                             | غور ماهيا                                   | فائز كأس اتحاد كينيا لكرة القدم 2011                        |
| ليبيريا                                                                           | إنفينسيبل إيليفن                            | وصيف كأس ليبيريا 2011                                       |
| مدغشقر                                                                            | تانا                                        | وصيف كأس مدغشقر 2011                                        |
| موزمبيق                                                                           | فيروفياريو دي مابوتو                        | فائز كأس موزمبيق 2011                                       |
| رواندا                                                                            | كيوفو سبورت                                 | وصيف الدوري الرواندي الممتاز 2010–11                        |
| السنغال                                                                           | كاسا سبورت                                  | فائز كأس السنغال 2011                                       |
| سيراليون                                                                          | كالون                                       | وصيف دوري سيراليون الوطني الممتاز 2011                      |
| سوازيلاند                                                                         | رويال ليوباردز                              | فائز كأس سوازيلاند 2011                                     |
| تنزانيا                                                                           | سيمبا                                       | وصيف الدوري التنزاني الممتاز 2010–11                        |
| زنجبار                                                                            | جمهوري                                      | وصيف دوري زنجبار الممتاز 2011                               |

ملاحظات
- الاتحادات التالية التي لم ترسل أي فريق للمشاركة في البطولة: ليبيا (منصف في المركز العاشر وب16 نقطة وتم تخصيص مقعدين له)، الرأس الأخضر، جيبوتي، إريتريا، ليسوتو، ملاوي، موريتانيا، موريشيوس، ناميبيا، ريونيون، ساو تومي و برينسيبي، سيشيل، الصومال، توغو، أوغندا.
- † وفقا للصيغة الحسابية لتصنيف اتحادات الأعضاء في الكاف يتقاسم لك من أنغولا، ساحل العاج وزامبيا المركز الثاني عشر وب 13 نقطة. كما جاء في تقارير لوسائل الإعلام المحلية، تم تخصيص مقعدين لساحل العاج[2] بينما لدى أنغولا وزامبيا مقعد واحد.[3][4]
- الفرق الغير مصنفة ليس لديها إي نقطة وبالتالي يتساوون بالمركز التاسع عشر.

علاوة على ذلك، سيدخل ثمانية خاسرون من الدور الثاني لدوري أبطال أفريقيا 2012 للمشاركة في جولة الملحق الفاصل.
- كوتون سبورت
- أفاد دجيكانو
- دجوليبا
- الملعب المالي
- المغرب الفاسي
- الهلال
- المريخ
- ديناموز

## مواعيد البطولة
في الأدنى يظهر الجدول الكامل لمواعيد البطولة.
| المرحلة          | الدور                               | موعد القرعة                  | المواجهة الأولى   | المواجهة الثانية  |
| ---------------- | ----------------------------------- | ---------------------------- | ----------------- | ----------------- |
| التصفيات         | الدور التمهيدي                      | 9 ديسمبر 2011 (القاهرة، مصر) | 17–19 فبراير      | 2–4 مارس          |
| التصفيات         | الدور الأول                         | 9 ديسمبر 2011 (القاهرة، مصر) | 23–25 مارس        | 6–8 أبريل         |
| التصفيات         | الدور الثاني (دور الستة عشر الأول)  | 9 ديسمبر 2011 (القاهرة، مصر) | 27–29 أبريل       | 11–13 مايو        |
| التصفيات         | الدور الفاصل (دور الستة عشر الثاني) | 15 مايو 2012 (القاهرة، مصر)  | 29 يونيو–1 يوليو  | 13–15 يوليو       |
| دور المجموعات    | الجولة الأولى                       | 15 مايو 2012 (القاهرة، مصر)  | 3–5 أغسطس         | 3–5 أغسطس         |
| دور المجموعات    | الجولة الثانية                      | 15 مايو 2012 (القاهرة، مصر)  | 17–19 أغسطس       | 17–19 أغسطس       |
| دور المجموعات    | الجولة الثالثة                      | 15 مايو 2012 (القاهرة، مصر)  | 31 أغسطس–2 سبتمبر | 31 أغسطس–2 سبتمبر |
| دور المجموعات    | الجولة الرابعة                      | 15 مايو 2012 (القاهرة، مصر)  | 14–16 سبتمبر      | 14–16 سبتمبر      |
| دور المجموعات    | الجولة الخامسة                      | 15 مايو 2012 (القاهرة، مصر)  | 5–7 أكتوبر        | 5–7 أكتوبر        |
| دور المجموعات    | الجولة السادسة                      | 15 مايو 2012 (القاهرة، مصر)  | 19–21 أكتوبر      | 19–21 أكتوبر      |
| دور خروج المغلوب | نصف النهائي                         | 15 مايو 2012 (القاهرة، مصر)  | 2–4 نوفمبر        | 9–11 نوفمبر       |
| دور خروج المغلوب | النهائي                             | 15 مايو 2012 (القاهرة، مصر)  | 16–18 نوفمبر      | 23–25 نوفمبر      |

## الأدوار التأهيلية
تم الإعلان عن مباريات أدوار التصفيات التمهيدي والأول والثاني يوم 9 ديسمبر 2011.
يحسم فائزي المواجهات عن طريق مباراتين، حيث تستخدم الأهداف في كلا المباراتين لتحديد الفائز. إذا كان الفريقين متعادلين بالنتيجة الاجمالية بعد المواجهة الثانية بينهما، سيتم تطبيق قانون الأهداف خارج القواعد، وإذا لا زال التعادل هو سيد الموقف، سيلجأ الفريقين مباشرة إلى ركلات الترجيح (لا يتم لعب وقت إضافي).

### الدور التمهيدي
| الفريق الأول          | إجم.        | الفريق الثاني    | مباراة الذهاب | مباراة الإياب |
| --------------------- | ----------- | ---------------- | ------------- | ------------- |
| دراغونز               | 1–2         | إيتوال فيلانتي   | 1–0           | 0–2           |
| نانيا                 | انسحاب1     | سيكوينس          | —             | —             |
| يونيون دوالا          | 1–2         | كالون            | 1–0           | 0–2           |
| بلاك ليوباردز         | 3–1         | موتور أكشن       | 1–1           | 2–0           |
| ريد أروس              | 0–1         | رويال ليوباردز   | 0–0           | 0–1           |
| مانغاسبورت            | 0–4         | سانت جورج        | 0–1           | 0–4           |
| كيوفو سبورت           | 2–3         | سيمبا            | 1–1           | 1–2           |
| فيروفياريو دي مابوتو  | 4–0         | غور ماهيا        | 3–0           | 1–0           |
| سيوي سبورتس           | 0–1         | يونيسبورت بافانغ | 0–1           | 0–0           |
| ليوبارد               | 4–2         | تيمبيتي موكاف    | 2–0           | 2–2           |
| أكاديميك              | 5–0         | أتليتيكو سيمو    | 3–0           | 2–0           |
| رينايسانس             | 4–2         | الساحل           | 2–0           | 2–2           |
| ديسبورتيفو دي مانسابا | انسحاب2     | إنفينسيبل إيليفن | —             | —             |
| جامتل                 | 1–1 (4–3 ر) | كاسا سبورت       | 1–0           | 0–1           |
| إكستنشن غانرز         | 2–3         | تانا             | 2–1           | 0–2           |
| جمهوري                | 1–7         | هوانغي           | 0–3           | 1–4           |

ملاحظات
ملاحظة 1: تأهل نادي سيكوينس إلى الدور الأول بعد انسحاب نانيا.
ملاحظة 2: تأهل إنفينسيبل إيليفن إلى الدور الأول بعد انسحاب ديسبورتيفو دي مانسابا.

### الدور الأول
| الفريق الأول         | إجم.        | الفريق الثاني           | مباراة الذهاب | مباراة الإياب |
| -------------------- | ----------- | ----------------------- | ------------- | ------------- |
| إيتوال فيلانتي       | 0–2         | أسيك ميموساس            | 2–2           | 0–2           |
| سيكوينس              | 0–5         | النادي المكناسي         | 0–2           | 0–3           |
| كالون                | 0–2         | واري وولفس              | 0–0           | 0–2           |
| بلاك ليوباردز        | 6–4         | سانت إيلوي لوبوبو       | 4–2           | 2–2           |
| رويال ليوباردز       | 3–2         | تشينكونكو               | 1–1           | 2–1           |
| سانت جورج            | 1–3         | النادي الإفريقي         | 1–1           | 0–2           |
| سيمبا                | 3–3 (ق)     | وفاق سطيف               | 2–0           | 1–3           |
| فيروفياريو دي مابوتو | 0–3         | الأهلي شندي             | 0–1           | 0–2           |
| يونيسبورت بافانغ     | 1–2         | هارتلاند                | 0–0           | 1–2           |
| ليوبارد              | 3–2         | الرياضي الصفاقسي        | 1–2           | 2–0           |
| أكاديمية أل أل بي    | 2–5         | إنبي                    | 1–1           | 1–4           |
| رينايسانس            | 4–5         | سيركل أولمبيك دي باماكو | 3–2           | 1–3           |
| إنفينسيبل إيليفن     | 1–6         | الوداد الرياضي          | 0–2           | 1–4           |
| جامتل                | 2–3         | ريال باماكو             | 1–0           | 1–3           |
| تانا                 | 2–2 (5–6 ر) | إنتر لواندا             | 2–0           | 0–2           |
| هوانغي               | 1–1 (ق)     | الأمل عطبرة             | 1–1           | 0–0           |

### الدور الثاني
| الفريق الأول   | إجم.        | الفريق الثاني        | مباراة الذهاب | مباراة الإياب |
| -------------- | ----------- | -------------------- | ------------- | ------------- |
| أسيك ميموزا    | 1–1 (ق)     | النادي المكناسي      | 1–1           | 0–0           |
| واري وولفس     | 3–3 (ق)     | بلاك ليوباردز        | 3–1           | 0–2           |
| رويال ليوباردز | 2–5         | النادي الإفريقي      | 0–1           | 2–4           |
| سيمبا          | 2–2 (8–9 ر) | الأهلي شندي          | 3–0           | 0–3           |
| هارتلاند       | 4–4 (ق)     | ليوبارد              | 3–2           | 1–2           |
| إنبي           | 3–4         | سيركل أولمبيك باماكو | 3–1           | 0–3           |
| الوداد الرياضي | 3–1         | ريال باماكو          | 3–0           | 0–1           |
| إنتر لواندا    | 6–1         | الأمل عطبرة          | 4–1           | 2–0           |

### الدور الفاصل
في الدور الفاصل لعب الفائزين من الدور الثاني ضد الخاسرين من الدور الثاني لدوري أبطال أفريقيا 2012. استضاف المواجهة الثانية الفائزون من الدور الثاني لكأس الاتحاد الأفريقي لكرة القدم.
أقيمت قرعة الدور الفاصل ودور المجموعات يوم 15 مايو 2012، 14:00 ت ع م+02:00، في مقر الكاف بالقاهرة. في قرعة دور المجموعات صنف فريقين من بين الفرق الثمانية في الدور الفاصل (باستخدام ترتيب الفرق السنوي المخصص من 2007–2011) إلى الوعاء 1 والفائزين من المواجهات المتبقية صنفوا في الوعاء 2. تحتوي كل مجموعة على فريق واحد الوعاء 1 وثلاثة فرق من الوعاء 2.
| الفريق الأول  | إجم.        | الفريق الثاني        | مباراة الذهاب | مباراة الإياب |
| ------------- | ----------- | -------------------- | ------------- | ------------- |
| المغرب الفاسي | 1–2         | ليوبارد              | 1–0           | 0–2           |
| الهلال        | 3–0         | سيركل أولمبيك باماكو | 2–0           | 1–0           |
| أفاد دجيكانو  | 0–1         | الوداد الرياضي       | 0–1           | 0–0           |
| المريخ        | 3–2         | بلاك ليوباردز        | 3–2           | 0–0           |
| دجوليبا       | 2–2 (4–3 ر) | النادي الإفريقي      | 2–0           | 0–2           |
| ديناموز       | 0–1         | إنتر لواندا          | 0–0           | 0–1           |
| الملعب المالي | 4–1         | النادي المكناسي      | 3–0           | 1–1           |
| كوتون سبورت   | 1–2         | الأهلي شندي          | 1–0           | 0–2           |

## دور المجموعات
مواعيد مراحل دور المجموعات هي 3–5 أغسطس، 17–19 أغسطس، 31 أغسطس–2 سبتمبر، 14–16 سبتمبر، 5–7 أكتوبر و 19–21 أكتوبر.
| مفاتيح الألوان في جدول الترتيب                 |
| ---------------------------------------------- |
| فائزي وثواني المجموعات يتأهلون إلى نصف النهائي |

### المجموعة الأولى
| الفريق      | نقاط | فرق | عليه | له | خ | ت | ف | لعب |
| ----------- | ---- | --- | ---- | -- | - | - | - | --- |
| المريخ      | 14   | 5+  | 3    | 8  | 0 | 2 | 4 | 6   |
| الهلال      | 11   | 5+  | 6    | 11 | 1 | 2 | 3 | 6   |
| إنتر لواندا | 5    | 4−  | 7    | 3  | 3 | 2 | 1 | 6   |
| الأهلي شندي | 3    | 6−  | 9    | 3  | 5 | 0 | 1 | 6   |

|             | السودان | السودان | السودان | أنغولا |
| ----------- | ------- | ------- | ------- | ------ |
| الأهلي شندي | –       | 1–2     | 1-0     | 1-2    |
| الهلال      | 0-2     | –       | 1–1     | 0-3    |
| المريخ      | 2–0     | 2-3     | –       | 1–0    |
| إنتر لواندا | 0–1     | 1–1     | 0-0     | –      |

### المجموعة الثانية
| الفريق         | نقاط | فرق | عليه | له | خ | ت | ف | لعب |
| -------------- | ---- | --- | ---- | -- | - | - | - | --- |
| دجوليبا        | 13   | 2+  | 7    | 9  | 1 | 1 | 4 | 6   |
| ليوبارد        | 9    | 2+  | 6    | 8  | 1 | 3 | 2 | 6   |
| الوداد الرياضي | 6    | 0   | 10   | 10 | 2 | 3 | 1 | 6   |
| الملعب المالي  | 3    | 4−  | 10   | 6  | 3 | 3 | 0 | 6   |

|                | جمهورية الكونغو | مالي | مالي | المغرب |
| -------------- | --------------- | ---- | ---- | ------ |
| ليوبارد        | –               | 0-3  | 1–0  | 1–1    |
| دجوليبا        | 1–1             | –    | 1-2  | 2–1    |
| الملعب المالي  | 1–1             | 0–2  | –    | 3-3    |
| الوداد الرياضي | 1-3             | 1–2  | 1–1  | –      |

## دور خروج المغلوب

### نصف النهائي
| الفريق الأول | إجم.        | الفريق الثاني | مباراة الذهاب | مباراة الإياب |
| ------------ | ----------- | ------------- | ------------- | ------------- |
| ليوبارد      | 2–1         | المريخ        | 2–1           | 0–0           |
| الهلال       | (7-6 رت)2–2 | دجوليبا       | 2–0           | 0–2           |

### النهائي
| الفريق الأول | إجم. | الفريق الثاني | مباراة الذهاب | مباراة الإياب |
| ------------ | ---- | ------------- | ------------- | ------------- |
| دجوليبا      | 4-3  | ليوبارد       | 2-2           | 2-1           |

## وصلات خارجية
- كأس الكونفدرالية الأفريقي